# مستشفى فولبورن
مستشفى فولبورن (بالإنجليزية: Fulbourn Hospital) هو مرفق للصحة النفسية يقع في قرية فولبورن، كامبريدجشير، إنجلترا. يُدار من قبل خدمات كامبريدجشير وبطرسبيرغ لشراكة NHS.

## التاريخ
تم إنشاء المستشفى كـمصحة مقاطعة كامبريدج المجتمعية للجنون، وتم تصميمه من قبل إدوارد بروفين باستخدام مخطط الجناحين، وافتُتح في أكتوبر 1858. أُعيدت تسميته إلى مستشفى مقاطعة كامبريدج النفسي في ثلاثينيات القرن العشرين، ثم أصبح يعرف باسم مستشفى فولبورن في أربعينيات القرن ذاته. انضم إلى خدمة الصحة الوطنية عند تأسيسها في عام 1948.
في ستينيات القرن العشرين، قام الدكتور ديفيد كلارك، وهو طبيب نفسي متقدم، بإنشاء "مجتمع علاجي" في المستشفى. أصبحت جناح "دانسي" نموذجًا للإصلاحات النفسية المجتمعية في إنجلترا. بدأ المستشفى في التراجع بعد إدخال سياسة الرعاية في المجتمع في أوائل التسعينيات، وأُغلقت العديد من أجنحته. أُنشئت أكاديمية كامبريدج للطب النفسي، وهي شراكة بين خدمات NHS وكلية الطب بجامعة كامبريدج، في الموقع عام 2013.